# Sci di fondo agli XI Giochi olimpici invernali - 15 km maschile
La gara di sci di fondo maschile sulla distanza di 15 km si disputò il 7 febbraio dalle ore 9:00; il percorso aveva partenza e arrivo nel stadio Makomanai e presero parte alla competizione 62 atleti.

## Classifica
| Pos.    | Atleta                   | Nazione          | Tempo 5 km | Tempo 10 Km. | Tempo Finale |
| ------- | ------------------------ | ---------------- | ---------- | ------------ | ------------ |
| Oro     | Sven-Åke Lundbäck        | Svezia           | 14'43"35   | 30'51"88     | 45'28"24     |
| Argento | Fëdor Simašev            | Unione Sovietica | 15'10"88   | 31'30"30     | 46'00"84     |
| Bronzo  | Ivar Formo               | Norvegia         | 15'07"72   | 31'24"34     | 46'02"68     |
| 4       | Juha Mieto               | Finlandia        | 15'02"47   | 31'25"23     | 46'02"74     |
| 5       | Jurij Skobov             | Unione Sovietica | 15'05"83   | 31'21"87     | 46'04"59     |
| 6       | Axel Lesser              | Germania Est     | 15'03"84   | 31'38"93     | 46'17"01     |
| 7       | Walter Demel             | Germania Ovest   | 15'01"67   | 31'33"05     | 46'17"36     |
| 8       | Gunnar Larsson           | Svezia           | 15'18"70   | 31'47"08     | 46'23"29     |
| 9       | Oddvar Brå               | Norvegia         | 15'11"99   | 31'50"31     | 46'25"88     |
| 10      | Osmo Karjalainen         | Finlandia        | 15'20"64   | 31'54"73     | 46'27"51     |
| 11      | Eduard Hauser            | Svizzera         | 15'19"73   | 31'48"78     | 46'30"53     |
| 12      | Vladimir Voronkov        | Unione Sovietica | 15'11"06   | 31'44"50     | 46'33"43     |
| 13      | Gert-Dietmar Klause      | Germania Est     | 14'52"60   | 31'32"34     | 46'34"40     |
| 14      | Albert Giger             | Svizzera         | 15'20"39   | 31'53"45     | 46'38"36     |
| 15      | Johs Harviken            | Norvegia         | 15'19"54   | 31'58"12     | 46'46"36     |
| 16      | Valery Tarakanov         | Unione Sovietica | 15'20"73   | 31'59"02     | 46'48"32     |
| 17      | Alois Kälin              | Svizzera         | 15'10"01   | 31'47"75     | 46'50"31     |
| 18      | Lars-Göran Åslund        | Svezia           | 15'12"99   | 31'55"12     | 46'56"23     |
| 19      | Magne Myrmo              | Norvegia         | 15'02"41   | 31'48"10     | 47'02"55     |
| 20      | Tord Backman             | Svezia           | 15'29"21   | 32'20"26     | 47'22"97     |
| 21      | Stanislav Henych         | Cecoslovacchia   | 15'28"33   | 32'13"38     | 47'25"81     |
| 22      | Gerhard Gehring          | Germania Ovest   | 15'27"52   | 32'28"22     | 47'33"78     |
| 23      | Juhani Repo              | Finlandia        | 15'40"55   | 32'48"35     | 47'56"16     |
| 24      | Carlo Favre              | Italia           | 15'27"24   | 32'45"51     | 47'59"07     |
| 25      | Gerd Heßler              | Germania Est     | 15'31"57   | 32'52"21     | 48'04"15     |
| 26      | Rainer Groß              | Germania Est     | 15'41"70   | 32'59"54     | 48'05"86     |
| 27      | Tonino Biondini          | Italia           | 15'42"77   | 32'56"03     | 48'10"09     |
| 28      | Gianfranco Stella        | Italia           | 15'41"81   | 33'00"52     | 48'17"14     |
| 29      | Ján Fajstavr             | Cecoslovacchia   | 15'49"18   | 33'01"23     | 48'18"22     |
| 30      | Ján Michalko             | Cecoslovacchia   | 15'43"71   | 33'05"94     | 48'31"64     |
| 31      | Roland Jeannerod         | Francia          | 15'52"69   | 33'19"27     | 48'32"42     |
| 32      | Hartmut Döpp             | Germania Ovest   | 15'33"10   | 33'07"49     | 48'46"08     |
| 33      | Jan Staszel              | Polonia          | 15'47"72   | 33'17"14     | 48'46"72     |
| 34      | Hansüli Kreuzer          | Svizzera         | 15'55"71   | 33'29"90     | 48'55"37     |
| 35      | Manne Liimatainen        | Finlandia        | 15'56"95   | 33'41"78     | 48'59"90     |
| 36      | Franz Betz               | Germania Ovest   | 15'41"90   | 33'35"52     | 49'00"41     |
| 37      | Hideo Tanifuji           | Giappone         | 16'12"17   | 33'49"08     | 49'06"97     |
| 38      | Heinrich Wallner         | Austria          | 15'55"51   | 33'56"84     | 49'17"97     |
| 39      | Jean-Paul Vandel         | Francia          | 16'01"98   | 33'52"68     | 49'22"89     |
| 40      | Franco Nones             | Italia           | 16'26"86   | 34'17"30     | 49'35"43     |
| 41      | Kunio Shibata            | Giappone         | 16'14"34   | 34'12"06     | 49'38"95     |
| 42      | Herbert Wachter          | Austria          | 15'54"77   | 33'52"67     | 49'44"13     |
| 43      | Akiyoshi Matsuoka        | Giappone         | 16'05"54   | 34'02"65     | 49'50"72     |
| 44      | Everett Dunklee          | Stati Uniti      | 16'30"57   | 34'13"92     | 49'52"20     |
| 45      | Malcolm Hunter           | Canada           | 16'09"08   | 34'05"52     | 49'54"08     |
| 46      | Daniel Cerisey           | Francia          | 16'02"37   | 34'22"62     | 50'05"88     |
| 47      | Petar Pankov             | Bulgaria         | 16'31"37   | 34'17"57     | 50'06"74     |
| 48      | Gérard Granclement       | Francia          | 16'23"24   | 34'21"64     | 50'07"11     |
| 49      | Fred Kelly               | Canada           | 16'19"65   | 34'16"35     | 50'07"22     |
| 50      | Roger Allen              | Canada           | 16'20"50   | 34'54"44     | 50'41"31     |
| 51      | Motoharu Matsumura       | Giappone         | 16'45"24   | 34'56"90     | 50'43"76     |
| 52      | Jarl Omholt-Jensen       | Canada           | 16'48"88   | 35'05"62     | 50'52"14     |
| 53      | Ventseslav Stoyanov      | Bulgaria         | 16'32"28   | 34'53"49     | 50'54"98     |
| 54      | Tim Caldwell             | Stati Uniti      | 16'29"31   | 35'12"80     | 51'17"92     |
| 55      | Ronny Yeager             | Stati Uniti      | 16'41"87   | 35'24"23     | 51'36"54     |
| 56      | Danzangiin Narantungalag | Mongolia         | 17'06"79   | 35'27"82     | 52'06"18     |
| 57      | Namsrain Sandagdorj      | Mongolia         | 17'11"82   | 35'57"26     | 52'48"54     |
| 58      | Larry Martin             | Stati Uniti      | 17'08"80   | 36'51"06     | 53'13"91     |
| 59      | Terry Palliser           | Gran Bretagna    | 17'36"84   | 37'22"82     | 54'11"98     |
| 60      | Peter Strong             | Gran Bretagna    | 17'43"82   | 37'45"89     | 54'41"99     |
| 61      | Harry Tobin              | Gran Bretagna    | 17'28"71   | 38'28"51     | 56'05"05     |
| 62      | Liang Reng-Guey          | Taiwan           | 20'27"66   | 43'43"04     | 1:03'35"66   |